# Maia Morgensternová
Maia Morgensternová (* 1. květen 1962, Bukurešť) je rumunská herečka židovského původu.
Začínala jako herečka Divadla mladých (Teatrul Tineretului), Židovského divadla v Bukurešti (Teatrul Evreiesc de Stat) a poté i rumunského Národního divadla. V 80. letech začala hrát v rumunských filmech, ale v zahraničí se stala známou až díky francouzsko-rumunskému filmu Dub (Balanţa) z roku 1992. Za výkon v tomto snímku obdržela evropskou filmovou cenu. Tím se jí otevřela cesta k zahraničním produkcím. Roku 1994 se objevila ve snímku Nostradamus, o rok později ve filmu Odysseova cesta. Největší slávu však získala díky filmu Mela Gibsona Utrpení Krista z roku 2004. Přijala zde roli Ježíšovy matky Marie. Odmítla přitom kritiku, že film byl antisemitský a jako židovka v něm neměla hrát. Podle ní pojednává o tom, jak je snadné manipulovat lidmi. Gibson ji prý obsadil kvůli jejímu jménu (jež lze přeložit jako Ranní hvězda), které považoval za „znamení“.